# Wetterzeube
Wetterzeube település Németországban, azon belül Szász-Anhalt tartományban. Lakosainak száma 1661 fő (2023. december 31.). Wetterzeube Droyßig és Crossen an der Elster községekkel határos.

## Népesség
A település népességének változása:
| Lakosok száma | 1922 | 1759 | 1755 | 1710 | 1678 | 1661 |
|               | 2010 | 2017 | 2019 | 2021 | 2022 | 2023 |